# Втеча білих
«Втеча білих» (англ. white flight ) — демографічна тенденція, за якої білі, що належать до робітничого і «середнього» класів, їдуть із центральних районів та передмість міст Північної Америки, Південної Африки та інших регіонів світу, населених етнічними та расовими меншинами, до білих передмість.
«Втеча білих» застосовується також до міграції висококваліфікованого білого населення з держав і країн, де до влади приходять недружньо налаштовані представники іншої раси (як, наприклад, у Зімбабве). Феномен був вперше описаний у Сполучених Штатах, проте має місце і в інших державах та країнах. Деякі соціологи вважають, що ці процеси є частиною сучасної субурбанізації та децентралізації. У частині великих міст США ця тенденція почала посилюватися з 1990-х років у рамках процесу джентрифікації.

## США
Втеча білих характерна практично для кожного великого міста США. Цьому процесу сприяє масове будівництво автомагістралей, що скоротили час у дорозі. Феномен помітний у таких містах, як Атланта, Бостон, Балтімор, Чикаго, Індіанаполіс, Філадельфія, Детройт, Лос-Анджелес, Сан-Дієго, Санта-Ана, Вашингтон, Мемфіс, Х'юстон, Даллас і Клівленд, Мілвокі, Маямі та Новий Орлеан - багато з них втратили більше половини білого населення.
Починаючи з кінця 1940-х років білі американці починають селитися в приміських громадах, тоді як у великих містах скупчуються афроамериканці у пошуках роботи воєнного часу. Високий рівень злочинності серед меншин, збільшений соціальний та економічний тиск разом із зростанням популярності автомобілів виштовхують білих у передмістя. Масове будівництво автомагістралей дає можливість мешканцям передмість їздити до центральних районів міст, де залишається їхня робота. У деяких випадках ці автомагістралі стають природними бар'єрами, що відокремлюють білі райони від чорних.
Іншим чинником міграції служила деградація міського середовища, викликана переважно процесами деіндустріалізації (закриття промислових підприємств, що давали роботу мешканцям депресивного району). Ріелтерів та девелоперів часто звинувачують у блокбастингу  — примусу білих продавати свої будинки, створюючи серед них враження масового переміщення у білі райони національних чи расових меншин. З побоювань, що вартість будинків впаде, починається масовий продаж.
Через особливості політичного устрою Сполучених Штатів втеча білих призводить до необхідності утворення нових муніципалітетів, не пов'язаних із самим містом, які не відраховують жодних коштів до міського бюджету. Ці муніципалітети змушені будувати всю необхідну інфраструктуру – школи, дороги, комунікації, пожежні станції.
Десегрегація громадських шкіл, зокрема практика басингу, стала каталізатором для втечі білих. Спостерігається відтік білих учнів із десегрегованих громадських шкіл до приватних шкіл.

## ПАР
Яскравим прикладом втечі білих із країни є ПАР, де зі скасуванням апартеїду почався масовий приплив некваліфікованого чорного населення у великі міста (Йоганнесбург, Преторія, Дурбан). Різка зміна демографічної обстановки спричинила ріст злочинності (у тому числі спрямованої проти білої меншини, як, наприклад, напад на ферми), стрімке зростання корупції, дискримінацію білих під час прийому на роботу. У 2018 році був прийнятий закон про «безоплатне вилучення» земель у білих фермерів та передачу їх корінним жителям .
Внаслідок утисків за період з 1995 по 2009 роки з 5 мільйонів білих жителів ПАР приблизно 800 000 виїхали з країни.